# Прохватыло, Ольга Борисовна
О́льга Бори́совна Прохваты́ло (18 июля 1968, Свердловск — 6 июня 2013, Москва) — российская актриса театра и кино. Зрители знали актрису по ролям в таких сериалах: «Ранетки», «Дальнобойщики», «Моя прекрасная няня», «Звезда эпохи», «Солдаты 3», «Опера. Хроники убойного отдела», «Счастливы вместе».

## Биография
Родилась 18 июля 1968 года в Свердловске.
В 1992 году окончила Екатеринбургский театральный институт, мастерская Маргариты Серафимовны Ершовой. Работала в Москве в Театре «На Перовской», также сотрудничала с «Teaтpoм.doc», театром «АпАРТе». Играла небольшие роли в фильмах и телесериалах, но стала узнаваемой благодаря съёмкам в рекламных роликах (пиво «Три богатыря», подсолнечное масло «Злато», мобильный оператор МТС).

## Болезнь и смерть
В последние месяцы жизни актриса жаловалась на сильные боли в спине.
Скончалась на 45-м году жизни 6 июня 2013 года в своей квартире в результате отрыва тромба.
14 июня 2013 года похоронена на Богородском кладбище на 43 участке в районе г. Электроугли.

## Семья
- Отец — Борис Прохватыло
- Мать — Клавдия Григорьевна Прохватыло
- Сестра — Людмила Борисовна Огнева

## Творчество

### Роли в театре
Работала в Москве в Театре «На Перовской» (Московский драматический театр на Перовской). Спектакль «Свои люди — сочтёмся!» (А. Островский, 1993 г.). Из рецензии: Первое обращение Театра к Островскому. Молодая Ольга Прохватыло берёт высочайшую профессиональную планку в роли Липочки. Великолепен Подхалюзин Виктора Никитина. Спектакль на несколько лет становится одним из самых популярных спектаклей Театра.
Сотрудничала с «Teaтpoм.doc», Театром «АпАРТе».
- Театр. Doc. Спектакль «Манагер».
- Театр «Апарте». Спектакль «А Курица бац и руКА».
- Антреприза Ирины Апексимовой «Бал Аст». Мюзикль «Весёлые ребята» — женщина с хлопушкой
- Театральное агентство «Лекур». Спектакль «Палата Бизнес класса» — медсестра
- Театр «Драм Антре». Спектакль «Сезон цветения кактусов» — Ирина
- Московский драматический театр на Перовской. Спектакль «Свои люди — сочтёмся!»

### Фильмография
- 1992 — Иди и не оглядывайся
- 2000 — ДМБ — продавщица в книжном магазине
- 2000 — Дальнобойщики (2-я серия «Химия и жизнь») — Наташа, вахтёрша химкомбината
- 2001 — Идеальная пара — любовница Лукошина (серия 6 — «Особенности эмоциональных выборов»)
- Бальзаковский возраст, или Все мужики сво… — соседка Веры
- 2001 — Линия защиты — секретарь редакции Лиза (12 серия «Компромат») (нет в титрах)
- 2001 — 101-й километр — тётя Поля
- 2001 — Хозяин империи
- 2002 — Спартак и Калашников — продавщица мороженого на вокзале
- 2002 — Сдвинутый — оператор банка
- 2002 — Шукшинские рассказы — попутчица в поезде (новелла «Другая жизнь»); отдыхающая (новелла «Вянет — пропадает»)
- 2002 — Ха!
- 2002 — Специальный репортаж, или Супермен этого дня
- 2002 — Глаза Ольги Корж
- 2003 — Оперативный псевдоним — Антонина, сожительница Лапина
- 2003 — Евлампия Романова. Следствие ведёт дилетант — эпизод (Фильм 2-й. «Покер с акулой»)
- 2003 — Ангел на дорогах
- 2003 — Ночь длинной пшеницы — жена Гарика
- 2003 — Ребята из нашего города — Галина
- 2003 — Есть идея…
- 2003 — Чай, кофе, потанцуем... — Люба, турагент
- 2003 — Таксистка...(1 сезон,8 серия) — Феодора Игнатьевна
- 2004 — Бальзаковский возраст, или Все мужики сво... — Таня
- 2004 — Моя прекрасная няня — Тётя Рая (73, 95 серии)
- 2004 — Ландыш серебристый 2 — заместитель Козлова (фильм 5-й. «Слуга народа»)
- 2004 — Чудеса в Решётове — тётка с огурцами
- 2004 — Время жестоких — Быкова, жена, убившая мужа сковородкой
- 2004 — Только ты... или богатая Лиза
- 2005 — Хиромант — Светуля, подставная клиентка Сергея Рябинина
- 2005 — Две судьбы 2: Голубая кровь —  Демидовна
- 2005 — Звезда эпохи — соседка
- 2005 — Солдаты 3 — проводница в поезде
- 2005 — Оперативный псевдоним 2. Код Возвращения — Антонина
- 2005 — Студенты
- 2005 — Лебединый рай — директор Дома книги
- 2005 — Фирменная история — Шёпотова
- 2005 — Казус Кукоцкого
- 2005 — Золотой телёнок — тётка в ресторанном саду (1 серия)
- 2005 — Лига обманутых жён — Зинаида
- 2006 — Врачебная тайна — мать Шевченко
- 2006 — Опера. Хроники убойного отдела-2 — Валентина (Фильм 11-й. «Исповедь»)
- 2006 — Охотник
- 2006 — Три полуграции — Римма
- 2006 — Папенькин сынок — Вера Андреевна
- 2006 — Закон и порядок: Отдел оперативных расследований −1 — эпизод (Фильм 5-й. «На крыше». Фильм 6-й. «Юное дарование»)
- 2007 — Закон и порядок: Отдел оперативных расследований −2 — Ушакова (Фильм 23-й «Облака»)
- 2007 — Счастливы вместе — эпизод (серия «Какая ж ты нелепая, смерть»)
- 2007 — Диверсант 2: Конец войны — фрау Лысенко
- 2007 — Агентство «Алиби» (20-я серия «Рыбалка навсегда»)
- 2007 — Иное — Маргарита Павловна
- 2007 — Начало — Марья Ивановна
- 2007 — Ночные сёстры — главная медсестра
- 2008 — Муха — женщина
- 2008 — Общая терапия — Тамара, медсестра отделения
- 2008 — Гуманоиды в Королёве — Клава Огурцова
- 2008 — Дело было в Гавриловке 2 — жена Жмуркина (6-я серия «Золотой дождь»)
- 2008 — Ранетки — Елена Петровна Сорокина, завхоз, жена Петра Степановича
- 2008 — Частник
- 2008 — Я не я — именинница
- 2008 — Хиромант 2. Линия судеб — жена Иванова
- 2009 — Каникулы строгого режима — Галина Викторовна, мать Лизы
- 2009 — Ясновидящая — клиентка, у которой пропадают вещи
- 2009 — Барвиха — мама Башашкина
- 2010 — Громозека — работница мясного цеха (нет в титрах)
- 2010 — Девичник — директор школы
- 2010 — Общая терапия 2 — Тамара, медсестра отделения
- 2010 — Последний аккорд — Елена Петровна, завхоз, жена Петра Степановича, биологическая мать Евгении Алёхиной.
- 2011 — Папины дочки — Изольда Анатольевна, инспектор РОНО
- 2011 — Бездельники — женщина с журналом в метро
- 2011 — Воронины — медсестра
- 2011 — Золотые. Барвиха 2 — мама Башашкина
- 2011 — Ласточкино гнездо — Марья, тётка Иды
- 2011 — Лето волков — Кривендиха, мать Валерия
- 2011 — Глухарь. «Опять Новый!»
- 2011 — 2012 — Молодожёны — врач в больнице
- 2012 — День додо — дежурная в полиции
- 2012 — Опережая выстрел — зэчка
- 2012 — Пока цветёт папоротник — Зойка, повариха
- 2012 — Не плачь по мне, Аргентина — домработница в доме Харина
- 2013 — Краплёный — Кира Усич, капитан, инспектор
- 2013 — Условия контракта 2 — попутчица в поезде
- 2013 — Вверх тормашками — Петухова
- 2013 — Студия 17 — Людмила Ивановна, мать Ксюхи

### Озвучивание
- 2006 — Королевский подарок (мультфильм)

### Телевидение
Принимала участие в телевизионных проектах:
- Слабое звено с Леонидом Якубовичем (25 декабря 2002 года), выбыла в 4-м раунде[6]
- Русская рулетка (23 июля 2004 года)
- Естественный отбор (1 октября 2004 года)
- Ольга Прохватыло была ведущей актрисой первых выпусков программы Первого канала «Розыгрыш» (самые яркие розыгрыши: Сергей Зверев, Юлия Началова, Алексей Кортнев, Александр Семчев)[7]